# 下弗罗纳
下弗罗纳（德語：Niederfrohna，發音：[niːdɐˈfʁoːna]）是德国萨克森州茨维考县的市镇，与上弗罗纳相邻，面积10.11平方千米，2023年12月31日人口为2,181人。